# أوتابيك شوكوروف
أوتابيك شوكوروف مواليد 22 يونيو 1996 في أوزبكستان، هو لاعب كرة قدم أوزبكستاني يلعب كلاعب وسط. مثّل منتخب أوزبكستان لكرة القدم. بدأ أوتابيك شوكوروف مسيرته الرياضية عام 2014 مع نادي مشعل مبارك.

## روابط خارجية
- أوتابيك شوكوروف على موقع اتحاد تركيا (لاعب) (الإنجليزية)
- أوتابيك شوكوروف على موقع قاعدة بيانات كرة القدم.إي يو (الإنجليزية)
- أوتابيك شوكوروف على موقع ناشيونال فوتبول تيمز (الإنجليزية)
- أوتابيك شوكوروف على موقع Soccerway.com (الإنجليزية)
- أوتابيك شوكوروف على موقع عالم كرة القدم.نت (الإنجليزية)